# Communauté rurale de Taïba Thiékène
La commune  de Taïba Thieckène est une commune  du Sénégal. Elle se trouve sur une distance de près de 190 km vers l’est de Dakar capitale du Sénégal .

## Présentation
La commune de Taïba Thiékène est située dans l'arrondissement de Kael, département de Mbacké et région de Diourbel. la commune est à 5 km de la RN3 (via Ngabou), 30 km de la capitale régionale, Diourbel, 10 km de Mbacké, 7,5 km de l’arrondissement de Kael et 17 km de l’agglomération religieuse de Touba.

## Administration
La commune compte onze villages officiels :
- Taïba Thieckène
- Taïnabé
- Loumbel Saye Ouolof
- Loumbel Saye Sérère
- Taïba thiarène
- Gapasse
- Ndende
- Touba Loumbel
- Darou Mbayene
- Goretté
- Ndiama

Le Conseil rural est formé d’une équipe de trente conseillers. Il a été installé pour la première fois le 17 avril 2009.

## Historique
Malgré sa récente érection en 2008 par le décret no  2008-1495 en communauté rurale, Taïba Thiekène reste une commune riche en histoire, du fait des villages qui la composent.